# Dalái lama
El dalái lama (de la palabra mongola dalai, «océano», y de la tibetana lama, «maestro reencarnado» o «gurú») es el título que obtiene el dirigente de la Administración Central Tibetana y el líder espiritual del lamaísmo o budismo tibetano. Es el término utilizado en el budismo tibetano y en la religión bön para referirse a aquel maestro que ha logrado tener el control parcial o total en la muerte sobre la forma de su reencarnación, y el conocimiento del lugar de su nuevo nacimiento. El actual dalái lama es Tenzin Gyatso (6 de julio de 1935, 89 años).

## Historia

### El liderazgo de la escuela Gelug antes del título "dalái lama"

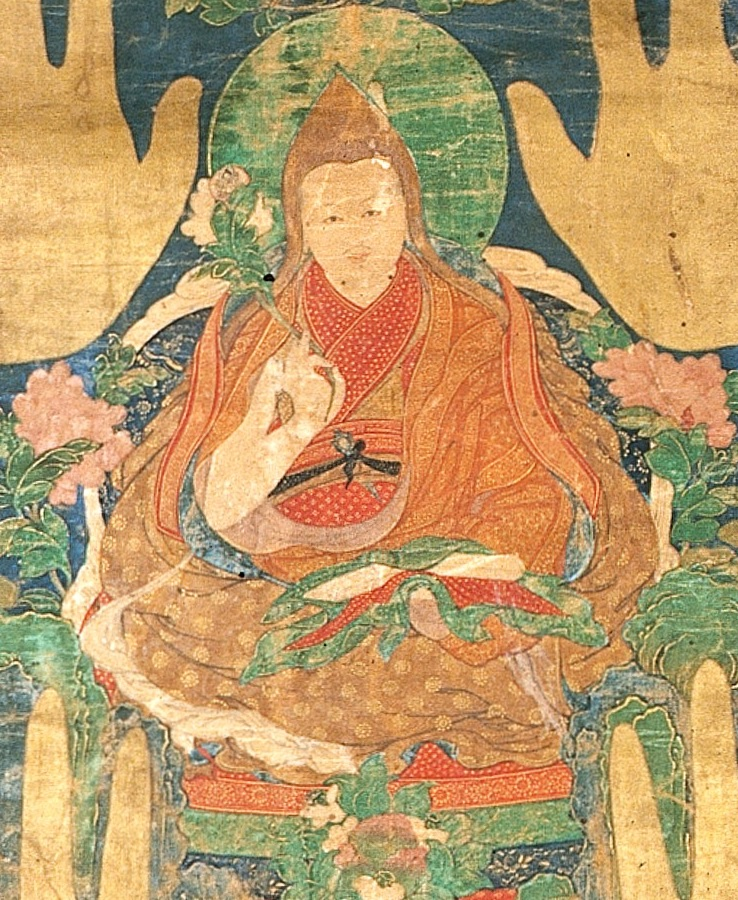
Sonam Gyatso, el tercer primado de la escuela Gelug, una de las que en el disputaban por la primacía en el budismo tibetano. Sonam Gyatso realizó un activo proselitismo entre los líderes mongoles Altan Khan y Abtai Sain Kan, que se convirtieron en sus patrocinadores y lo titularon "dalái lama". Hoy sus dos antecesores también son denominados así.

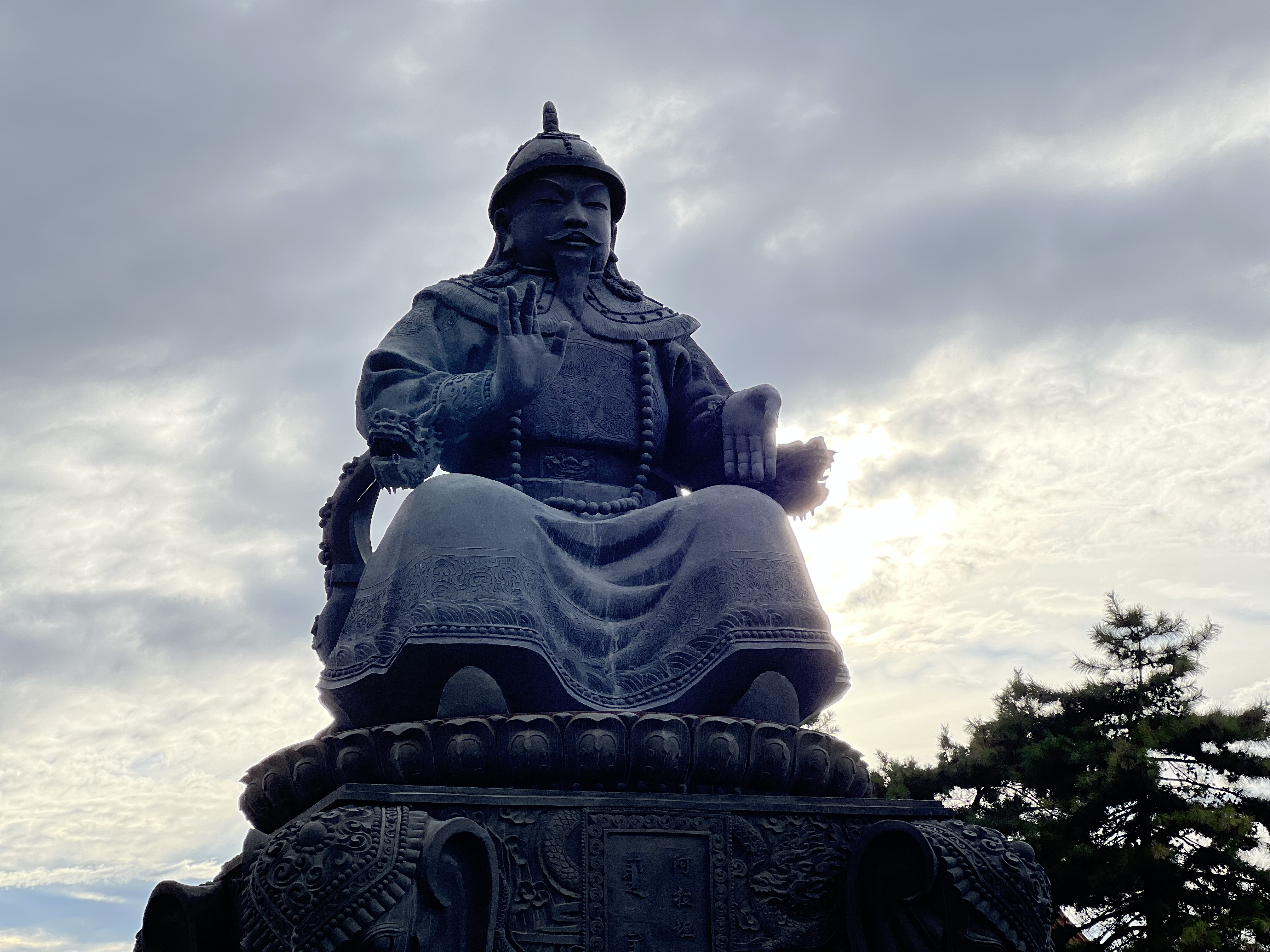
Estatua de Altan Khan, primer gran patrocinador de los líderes de la escuela Gelug, que otorgó a estos el título de "dalái lama". Este monumento se ubica en el templo y monasterio budista de Dazhao, Hohhot, en la región autónoma de Mongolia Interior, al norte de China.

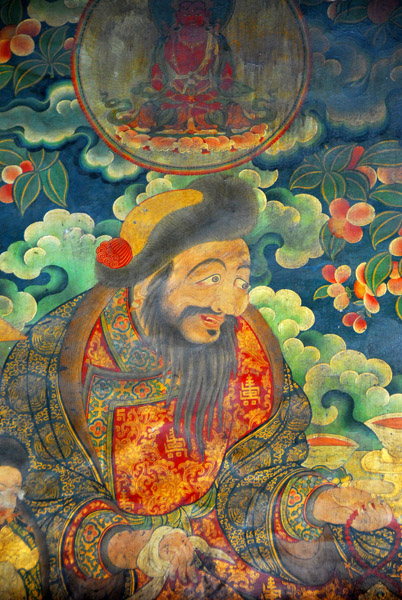
El líder mongol Güshi Khan, quien invadió el Tíbet en el, derrotando al rey Karma Tenkyong Wangpo y estableciendo la primacía de la escuela budista Gelug sobre otras corrientes locales, lo que llevó a que los dalái lamas rigieran el territorio. Fresco del templo tibetano de Jokhang.

Inicialmente se trató del líder que dírigía, sin ostentar todavía el título de dalái lama, una más entre varias escuelas del budismo tibetano, la escuela Gelug, que frente a las otras no estaba, en su momento, entre las más antiguas, influyentes o poderosas, pues había comenzado a surgir de la predicación del gurú Je Tsongkhapa (c.1357 - 1419), cuando ya estaban asentadas otras escuelas o linajes como Nyingma (siglo VIII),  Kagyu (siglo IX),  Bodong (siglo IX) y Sakya (siglo XI), además de la religión de sincretismo entre el chamanismo tibetano y el budismo, Bön, de raíces pre-budistas. Las diversas escuelas o facciones budistas mantuvieron fuertes disputas y competencias en Tíbet entre el siglo XV y el siglo XVII, cuando finalmente la escuela Gelug alcanzó una relativa hegemonía, a partir de alcanzar el poder político local con ayuda de una invasión mongola, desplazando a la anterior monarquía local, que mantenía fuertes lazos con escuelas budistas preexistentes al grupo Gelug. 
El liderazgo al interior de la escuela Gelug habría quedado institucionalizado en alguna fecha no determinada de la primera mitad del siglo XV, con Gendun Drup, después considerado el primer dalái lama, quien fue el primer abad y maestro (khenpo) del monasterio de Ganden, que había sido fundado en 1409 a unas decénas de kilómetros al Este de Lhasa, por su maestro Je Tsongkhapa, iniciador de la secta fallecido en 1419. El abad Gendun Drup fue además el fundador de otro monasterio, Tashi Lhunpo, ubicado en Shigatse, región que era el territorio desde el siglo XI de otra facción o escuela, Sakya, llamada así por su propio primer monasterio ubicado en esa zona.

### Establecimiento del título por el líder mongol Altan Khan (c.1571)
Tanto Gendun Drup como sus sucesor inmediato, Gendun Gyatso, son hoy considerados como parte la sucesión de los dálai lamas, como el primero y segundo de estos dignatarios, pero no usaron este título en vida. La denominación "dalái lama" se utilizó por primera vez con el tercero de los primados de la escuela Gelug. Este título surgió de la relación de esta escuela con el jefe militar de los mongoles tumed, Altan Khan (Altan Jan, en español), quien adoptó como maestro a Sonam Gyatso, tercer líder primado de la facción, a quien llamó dalái lama. De hecho, dalái es la traducción al mongol de Gyam-tsho (Gyatso: "océano"), apellidamiento otorgado por la facción Gelug a sus sucesivos primados desde que fue incorporado en el nombre adoptado por el segundo de ellos, Gedun Gyatso ("sublime y glorioso océano de los aspirantes espirituales"). Quedó así formado el título, junto con la palabra tibetana lama, que significa maestro o gurú. Dalái lama ("maestro océano") es traducido de manera figurada como "océano de sabiduría". 
La relación del budismo tibetano con las élites mongolas tenía antecedentes anteriores a la escuela Gelug y su líder, el dalái lama, pues había tenido cierta influencia en la corte de Kublai Kan, quinto Gran Kan del Imperio Mongol y primer emperador de la dinastía Yuan de China, en el siglo XIII. Entonces había realizado una labor de predicación en la cúpula mongola el lama Drogön Chögyal Phagpa, de la escuela Sakya, quien convirtió a Kublai Kan al budismo. Kublai Kan a cambio le otorgó poder político a su facción en el Tíbet, por lo que Drogön Chögyal Phagpa inauguró en el budismo la figura del monje-patrón o monje-jefe político, que después sería asumida y alcanzada plenamente por los dalái lamas en el siglos XVII, convertidos entonces en cabezas políticas y del sistema de servidumbre feudal a nivel local, también siguiendo el mismo procedimiento, apoyarse en alianzas con líderes guerreros mongoles. 
En el siglo XVI el mencionado líder mongol Altan Jan, que gobernaba las extensiones de la actual Mongolia Interior, realizó (1569) una invitación para que el tercer líder de la escuela Gelug, Sonam Gyatso, visitara su palacio, que éste declinó enviando una delegación de monjes como representantes suyos. Pero el líder sectario se reunió finalmente con Altan Jan en 1571, un año importante para este último, pues entonces firmó un tratado de paz con la China de la Dinastía Ming, que lo reconoció como rey legítimo y tributario del imperio chino. En este contexto de legitimación internacional, el jan mongol decidió abandonar el chamanismo mongol tradicional (que todavía se practica, aunque con gran sincretismo budista), adoptar para sí y su estado el budismo tibetano de la corriente de Sonam Gyatso y entablar una relación personal con él. 
Así mismo, el sobrino de Altan, Abtai Sain Kan, líder del grupo de los mongoles jaljas (que habitaban en el actual país de Mongolia), en 1580 también se reunió con Sonam Gyatso, adoptando el budismo de la escuela Gelug y estableciendo el monasterio de Erdene Zuu en sus tierras en 1585. Así quedó apuntalado el poder de los dalái lamas en Tíbet, al contar como patrocinadores con líderes guerreros de potencias extranjeras. De hecho, a partir de estos contactos, fue elegido como cuarto dalái lama un miembro de la casa real mongola y descendiente de Altan Khan, Yonten Gyatso, que fue reconocido como tal por una delegación de monjes y de enviados de la princesa de la región tibetana de Ü en 1601, cuando el elegido rondaba los 12 años, aunque éste no tuvo un largo período, pues falleció siendo veinteañero.

### La invasión mongola (1641): El dalái lama alcanzan el poder político en Lhasa

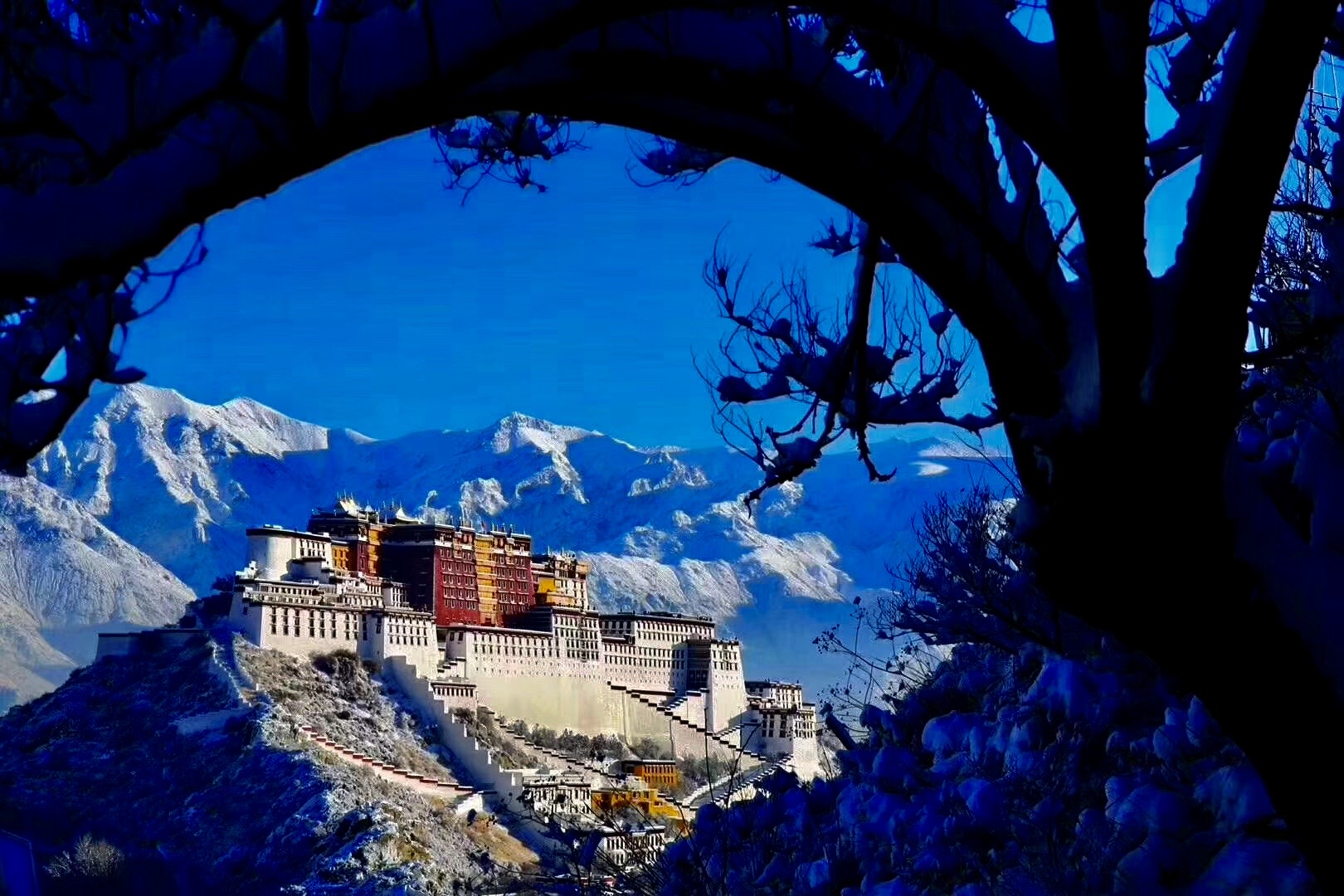
El palacio Potala en Lhasa, reconstruido y ampliado por el quinto y el sexto dalái lama, se convirtió en la sede del poder de estos dignatarios, luego de que la invasión mongola de 1642 estableciera el Kanato de Khoshut y entronizara a los dalái lamas como sus gobernantes en Tíbet central.

El activo proselitismo religioso del tercer dalái lama, Sonam Gyatso, entre los mongoles (1569-1580), realizado poco tiempo después de que las disputas entre las escuelas budistas tibetanas Gelug y Karma Kagyü pasaron por una fase de episodios de violencia a mediados del siglo XVI), rindió frutos seis décadas después, en la década de 1640, cuando las beligerancias entre las diversas sectas budistas del Tíbet se reavivaron. Entonces se enfrentaban las sectas de los bonetes amarillos (Gelug) contra las otras corrientes de la "nueva traducción", pero de monjes de bonetes rojos.

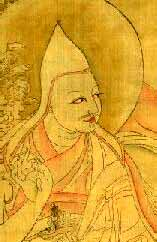
Ngawang Lozang Gyatso, el quinto dalái lama, quien alcanzó el pleno poder político y espiritual en el Tíbet central, así como la hegemonía sobre las otras sectas o escuelas budistas locales, gracias a la invasión militar de sus aliados mongoles.

En medio de esta disputa, Tíbet fue invadido por un aliado del dalái lama, el jefe mongol Güshri Khan, en 1642, lo que llevó a la derrota del rey local de la dinastía Tsangpa, Karma Tenkyong Wangpo, que fue condenado a muerte con sus ministros, metido en una bolsa de piel de buey y arrojado a un río. Según el historiador tibetano Samten Karmay, Sonam Chophel (1595-1657), tesorero del palacio del monasterio de Ganden (entonces sede central de la escuela Gelug), fue el principal artífice del ascenso de esta secta al poder político a través de la mencionada invasión. La intervención militar terminó con el quinto dalái lama, Ngawang Lobsang Gyatso (1617-1682), como el primero en ostentar el pleno poder político y espiritual en el Tíbet. Este líder estableció un sistema formal de gobierno teocrático; abrió relaciones diplomáticas con la dinastía Qing que lo reconoció como un monarca vasallo y tributario del imperio otorgándole un sello dorado con caligrafías chinas, tibetanas y mongolas; reconstruyó el palacio de Potala en Lhasa, convirtiéndolo en sede de su gobierno y su facción tibetana; institucionalizó el oráculo de Nechung del Estado tibetano e impulsó un importante renacimiento del arte y la impresión de libros. De manera que, gracias a la intervención del ejército mongol, por varios siglos los siguientes dalái lamas tuvieron el control político local y económico del Tíbet central.
Tras la invasión, mientras el dálai lama Ngawang Lobsang Gyatso gobernaba localmente el Tíbet central, Güshi Khan regía sobre el conjunto de toda la altiplanicie tibetana, estableciendo el Kanato de Koshut y aceptando la soberanía nominal de la china dinastía Qing en 1654.

### Lucha sucesoria (1717-1720): Invasión por el Kanato de Zungaria e intervención de la dinastía Qing

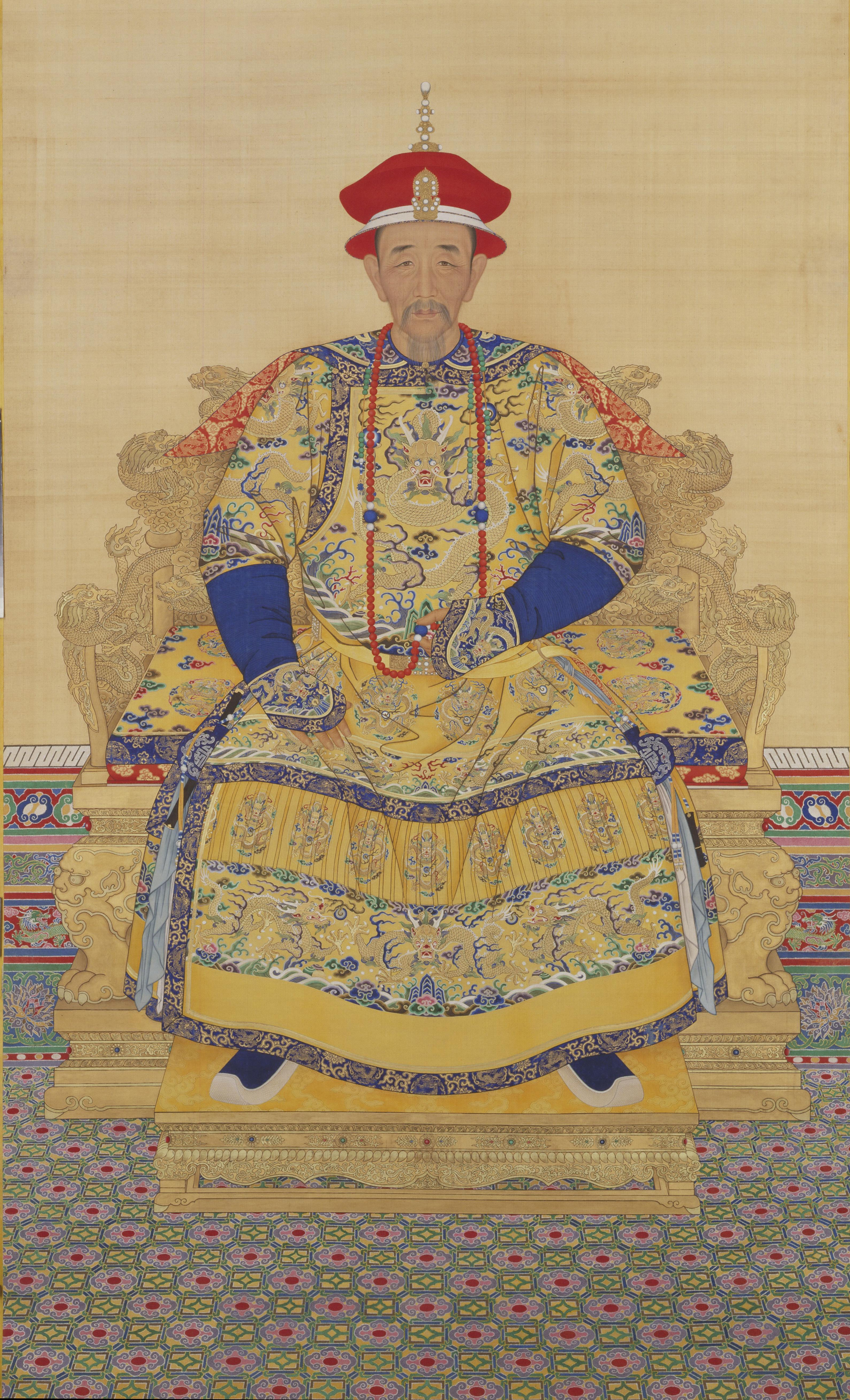
El emperador chino Kangxi (en la imagen) reestableció en 1720, mediante una expedición bélica, como dalái lama a Kelzang Gyatso, luego que un candidato rival fuera promovido y el Tíbet fuera invadido por los mongoles oirates del Kanato de Zungaria en 1717. Desde esta intervención militar china hasta 1912 la dinastía Qing estableció su soberanía efectiva en la región en apoyo a los sucesivos dalái lamas, que actuaban como sus gobernantes locales.

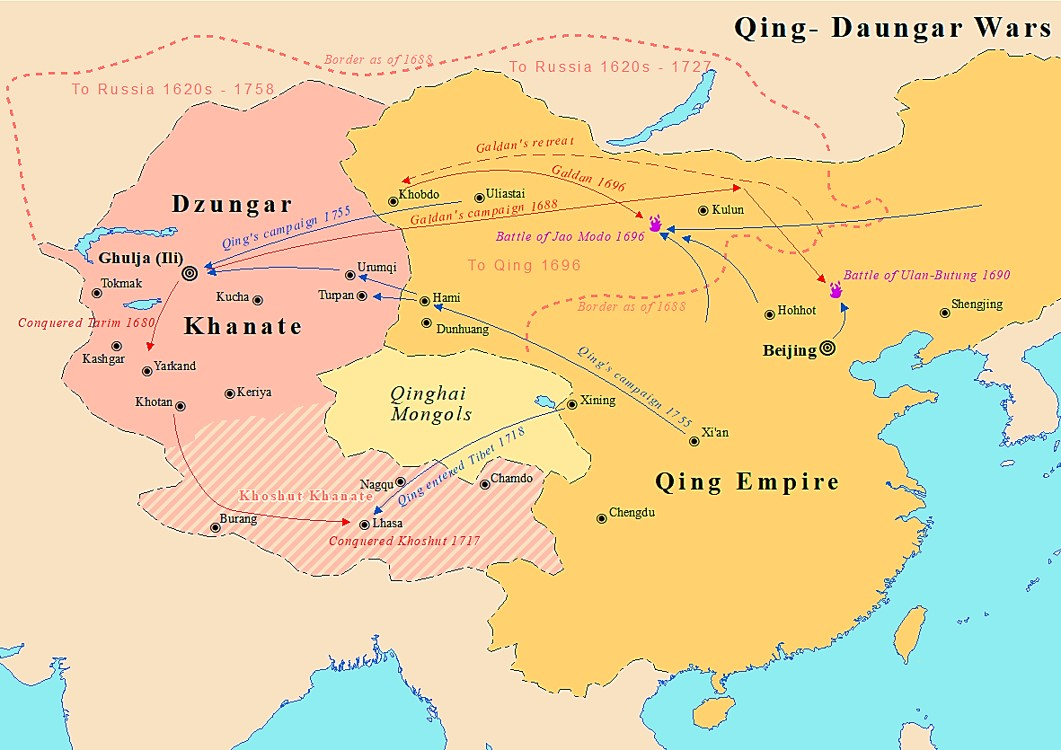
Mapa de las guerras entre el Kanato de Zungaria y la Dinastía Qing, que para Tíbet, luego de la invasión por el primero de dichos estados (1717), significó la re-entronización del séptimo dalái lama, Kelsang Gyatso, por las fuerzas chinas.

El Kanato de Koshut terminó violentamente en 1717 debido a una nueva invasión, la del príncipe de Zungaria, Tseren Dondup, en medio de una disputa entre dos aspirantes rivales al cargo de séptimo dalái lama. En esa lucha de sucesión Kelsang Gyatso era reconocido como dalái lama desde 1715 por el emperador Qing de China, Kangxi, que decidió actuar como paladín legitimista en defensa de sus intereses y por la preocupación que despertó la intervención de Zungaria en su corte, pues este kanato se había erigido en el principal rival de China en este período, desde que había amenazado el norte, corazón del imperio, con diversas campañas en la década de 1690. De manera que Kangxi envió dos expediciones a reponer a su líder vasallo, Kelsang Gyatso, en su palacio de Potala. Las tropas del Kanato de Zungaria, mongoles oirates, vencieron sobre la primera expedición china en la batalla del río Saluén, en septiembre de 1718. Pero una segunda expedición china al Tíbet (1720) logró expulsarlos, escoltar a Kelsang Gyatso hasta Lhasa y resteblecerlo en sus funciones. Entre esa fecha y 1912, cuando cayó la dinastía Qing, en Tíbet el poder del dálai lama estuvo respaldado por una guarnición imperial y un comisionado de la corte Qing, un alto funcionario representante del emperador o amban.

### Tradiciones históricas en torno al dalái lama
El budismo tibetano, hegemonizado por la escuela Gelug desde la invasión mongola de 1641, consideran que los dalái lamas son encarnaciones de Avalokiteśvara (el Bodhisattva patrono del Tíbet), y creen que, tras su muerte, su conciencia sutil tarda un intervalo de cuarenta y nueve días, a lo sumo, para encarnarse de nuevo en un infante que ya desde su nacimiento puede dar señales de su carácter especial. Avalokiteśvara es un bodhisattva importante para el budismo tibetano y es considerado en las enseñanzas vajrayāna como un buda. En cambio, para las enseñanzas mahāyāna es visto más bien como un bodhisattva de elevado nivel.
Tras la muerte del dalái lama, el panchen lama se encarga de reconocer su reencarnación o tulku (por lo general es un niño) mediante las señales establecidas y éste pasa a ser el nuevo dalái lama. A su vez, el dalái lama debe reconocer a la reencarnación del Panchen Lama tras la muerte de este.
Tradicionalmente, el dalái lama ha sido el líder espiritual y temporal del Tíbet. También es el líder espiritual de todos los seguidores del lamaísmo o budismo tibetano, tanto en los países de mayoría lamaísta, como Mongolia o Bután, como entre las comunidades de budistas tibetanos de todo el mundo. Sin embargo, muchos países lamaístas como Bután y Mongolia también tienen líderes locales —elegidos de forma similar al dalái lama y considerados la encarnación de deidades— que representan parte de la estructura administrativa de todo el budismo tibetano a nivel mundial como es el caso del Je Khempo en Bután y del Jebtsundamba Khutuktu en el budismo mongol.

### El13.erdálai lama: La expedición militar británica al Tíbet, el Gran Juego y la independencia

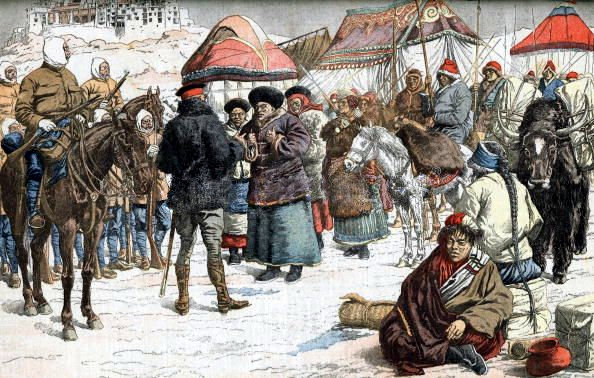
Un oficial británico se encuentra con un grupo de los funcionarios de la dinastía Qing residentes en el Tíbet, encabezados por el comisionado chino (amban), en ausencia del dalái lama, que había huido a Mongolia Exterior (1904). Ilustración publicada por el periódico francés Le Petit Journal.

Durante la expedición británica al Tíbet, comandada por Francis Younghusband, el decimotercer dalái lama, Thubten Gyatso, huyó en 1904 a Urga (la actual Ulan Bator), Mongolia Exterior, temeroso del avance de las tropas británicas hacia Lhasa y supuestamente convencido por el monje Agvan Dorzhiev, un mongol buriato, súbdito ruso, que fue su maestro y antes había tenido una estancia en la corte del zar de Rusia. 
En esta ausencia, William Frederick Travers O'Connor, secretario de Younghusband, primer agente comercial británico destinado en Gyantse cultivó una estrecha relación con el noveno panchen lama, Thubten Choekyi Nyima. De manera que el panchen lama fue invitado, en 1905, a Calcuta, donde conoció, a principios de 1906, al virrey de la India Gilbert Elliot-Murray-Kynynmound, al Chogyal (monarca) de Sikkim Thutob Namgyal y al futuro rey de Bután, Ugyen Wangchuck. El Panchen Lama también se reunió allí con el príncipe de Gales, el futuro rey de Reino Unido y emperador de la India Jorge V. En 1907 el panchen, cortejado por los británicos recibió los primeros dos automóviles enviados al Tíbet, uno de los cuales era un Laurin & Klement regalado por el Raj británico. Ese mismo año, O'Connor sugirió al Raj británico que alentara al panchen lama a declarar su independencia respecto de Lhasa, mediante la creación de un estado independiente en el sur del Tíbet, gobernado desde su cuartel general en Shigatse, y apoyado por el gobierno británico.
En tanto, en Mongolia Exterior, Thubten Gyatso pasó tiempo enseñando en un monasterio. En estas circunstancia el dálai lama se encontró varias veces con el octavo bogd gegeen Jebtsundamba Kutuktu, un lama y líder espiritual local de Mongolia Exterior. De acuerdo a la versión reportada por A.D. Khitrovo, el comisionado fronterizo ruso en Kiajta, ambos líderes budistas habrían "decidido irrevocablemente secesionarse de China como estados federales indepentientes, llevando a cabo esta operación bajo el patrocinio y apoyo de Rusia, teniendo cuidado de evitar un derramamiento de sangre". De manera que el Tíbet y sus líderes político-espirituales se volvían nuevas piezas más del llamado "Gran Juego", la disputa entre el Imperio británico e Imperio ruso por el control de Asia Central, el Cáucaso y zonas aledañas, que se desarrollaba en distintos territorios desde la década de 1830.

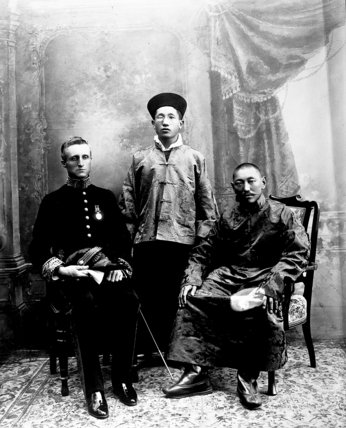
El decimotercer dalái lama (sentado a derecha) posa durante su exilio en Calcuta (1910) con un funcionario político del Raj británico (sir Charles Bell) y Kumar Sidkeong Trul-ku, Chogyal de Sikkim, monarca tributario del Imperio británico.

Enterada de la huida del dálai lama ante los británicos, la agónica dinastía Qing de China inmediatamente lo declaró depuesto y volvió a afirmar la soberanía sobre el Tíbet, haciendo algunas reclamaciones también sobre Nepal y Bután. En medio de la intervención se había firmado ya un tratado o convención entre su protectorado, el Tíbet, y los británicos (Convención de Lhasa de 1904) que permitía a éstos comerciar con dicho territorio, lo que abrió un nuevo foco de tensiones, que llevó, a su vez, a la firma de la  Convención entre Gran Bretaña y China sobre el Tíbet  (1906), por la que Reino Unido reconocía la soberanía china y se comprometió a no anexionarse el Tíbet, a cambio de que China no consintiera que "ningún otro estado extranjero interfiera con el territorio o la administración interna del Tíbet", en aparente alusión a Rusia. Pero, más allá de estos acuerdos, la expedición británica al Tíbet tuvo profundas repercusiones en el mundo budista tibetano. Se desató un sentimiento anti-occidental y anticristiano entre al menos parte de la población budista tibetana. Lo que llevó a la quema de diez iglesias regentadas por misioneros franceses en el Tíbet oriental. El subcomisionado Qing en ese distrito, Fang Quan, en respuesta llevó a cabo un dura represión, que a su vez detonó la llamada Rebelión Batang, en la que resultaron asesinados al amban delegado, otros funcionarios y cuatro religiosos católicos franceses en 1905, en disturbios encabezados por lamas, cuando los funcionarios Qing, que habían aumentado su control directo sobra la zona recientemente, y la incursión de los religiosos católicos franceses en la zona estaban fuertemente asociados a ojos de los locales. Esto llevó a una cruenta expedición punitiva Qing a la región tibetana de Kham, liderada por el gobernador de Xining, Zhao Erfeng (llamado en fuentes cercanas al budismo tibetano en el exilio el "carnicero de Kham").
Mientras el dalái lama, Thubten Gyatso, todavía refugiado en Mongolia Exterior, era involucrado en la rebelión, empeorando su situación ante las autoridades chinas. Tras el regreso del líder a Lhasa (1909), el Imperio Qing, ya en su ocaso y preocupado por la sucesión de acontecimientos que socavaban su influencia en la zona, envió al Tíbet una mayor expedición militar, de 2.000 soldados, para establecer un gobierno Qing directo en el país. Por esto, Thubten Gyatso pasó ahora a refugiarse en la India británica entre 1910 y 1913, acompañado de un séquito de sus altos funcionarios.  
El Imperio Qing colapsó tras el levantamiento de Wuchang de octubre de 1911, en Wuhan. En diciembre, 18 provincias y distritos chinos apoyaron la revolución, declarando una tras otra su independencia. Así, el decimotercer dalái lama proclamó, en 1912, la independencia del Tíbet, mientras permanecía en la India y contaba con la hospitalidad del Raj británico. Esta independencia de facto en su momento no fue reconocida por ningún estado.

### Conflicto entre el dalái lama y el panchen lama: Guerra sino-tibetana (1930-1932)

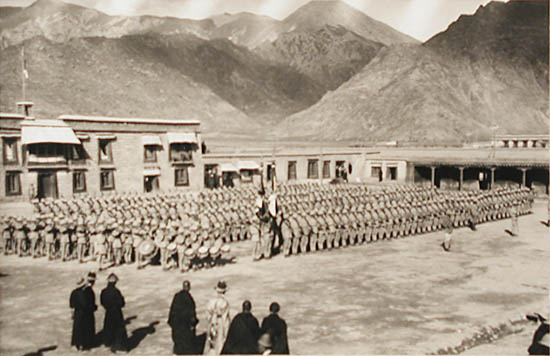
Parte de las fuerzas del dálai lama en 1933.

Según el tibetólogo Melvyn Goldstein, cuando el dalái lama, tras su regreso de la India en 1913, quiso aplicar nuevas imposiciones a los dominios feudales, el noveno panchen lama se negó rotundamente, argumentando que las cláusulas de las concesiones de tierras del emperador manchú excluyen cualquier impuesto adicional. Según John Powers, Thubten Gyatso no sólo buscó extraer ingresos de los dominios del panchen lama para cubrir una cuarta parte de los gastos militares del Tíbet, sino también reducir los poderes de este último, que, en ese momento, gobernaba una región autónoma de facto alrededor de Shigatsé. 
En 1930 el control de la República China sobre diversos territorios que había gobernado o fueron vasallos de la anterior dinastía Qing se seguía desdibujado (como en Mongolia Exterior, que había aprovechado de declarar su independencia en 1921) y surgían señores de la guerra locales en diversas provincias chinas. Entonces, según Melvyn Goldstein, las relaciones entre el decimotercer dalái lama, Thubten Gyatso, y el noveno panchen lama, Thubten Choekyi Nyima, habían entrado en un abierto conflicto. Así mismo, en este contexto se reavivaron las disputas entre escuelas del budismo tibetano, enfrentándose monjes de bonete amarillo, seguidores del dalái y panchen lama, contra monjes de bonete rojo de otras escuelas más antiguas. Ese año el dalái lama decidió resolver militarmente la disputa, confiado en la debilidad china y contando con el apoyo británico. Así que envió sus tropas, el ejército tibetano, a invadir las provincias chinas de Xikang (la antes tibetana Kham) y Qinghai, para imponerse en el control de varios monasterios, sobre todo el monasterio de Dargye, ubicado en Kham, así como en el trabajo vasallo de corvea de esas regiones.

Pero, contra las previsiones del decimotercer dalái lama, se unieron en contra suya, entre otros, el señor de la guerra de Sichuan, Liu Wenhui, y el líder nacionalista de la República China, Chiang Kai-shek. Esto llevó a la derrota militar Thubten Gyatso, quien debió abandonar sus conquistas y retroceder abrumado, con lo que quedó establecido un nuevo status quo en 1932, mientras era acusado por el gobierno central chino y caudillo musulmán hui Ma Bufang, señor de la guerra de Quinghai, también involucrado con sus tropas en la lucha, de haber recibido armamento británico para emprender su frustrada aventura de conquista.

### Intervención de la República Popular China (1950) y autoexilio del dalái lama en India (1959)

El décimocuarto y actual dálai lama (con anteojos) y el décimo panchen lama rodean al presidente de China, Mao Zedong, durante la celebración del año nuevo tibetano (1954), cinco años antes de que el primero decidiera autoexiliarse en la India.

El dalái lama era, en el período independiente, el jefe supremo de una monarquía feudal teocrática, que duró hasta la anexión del Tíbet por parte de China en 1950. Los lamas eran considerados por los comunistas como la élite dentro del sistema de organización feudal de la sociedad tibetana, donde la vasta mayoría de la población estaba compuesta por agricultores y ganaderos, y donde un 5% de la misma estaba al servicio de los Lamas. El dalái lama vivía en el palacio Potala de 1000 habitaciones situado en la ciudad de Lhasa. 
Después de la anexión china, entendida por las autoridades de Beijing como la reincoporación de un antiguo territorio que había formado parte de la China imperial desde hacía siglos, el decimocuarto y actual dalái lama, Tenzin Gyatso, pasó un período de convivencia y colaboración con las autoridades comunistas. Por el Acuerdo de los Diecisiete Puntos de 1951 (las partes debaten si fue firmado con consentimiento de Tenzin Gyatso o no), junto con afirmarse la soberanía china sobre el Tíbet, el gobierno chino declaró una inicial voluntad de permitir que las reformas socialistas se llevaran a cabo en Tíbet a un ritmo propio y diferente al resto de China, dejando que el dalái lama siguiera gobernando el Tíbet, y persistiera temporalmente el sistema de servidumbre feudal de los campesinos a la jerarquía monacal, bajo un régimen de autonomía local especial dentro de la República Popular.
Tenzin Gyatso permanció, desde ese acuerdo, durante ocho años en régimen de convivencia y colaboración con las autoridades comunistas, realizando en 1954 una gira por China, en la que sus anfitriones comunistas le argumentaron sobre los beneficios del socialismo y sus intento de convertir un país empobrecido en una sociedad moderna e igualitaria, lo que inicialmente le habría impresionado de manera relativamente favorable. En septiembre de 1954, viajó a la capital china para reunirse con el presidente Mao Zedong, junto con el 10.º panchen lama, y asistir como delegado a la primera sesión de la Asamblea Popular Nacional, en la que se debatió principalmente la Constitución de la República Popular China. De hecho, el 27 de septiembre de 1954 el dalái lama fue elegido vicepresidente del Comité Permanente del Congreso Popular Nacional. 

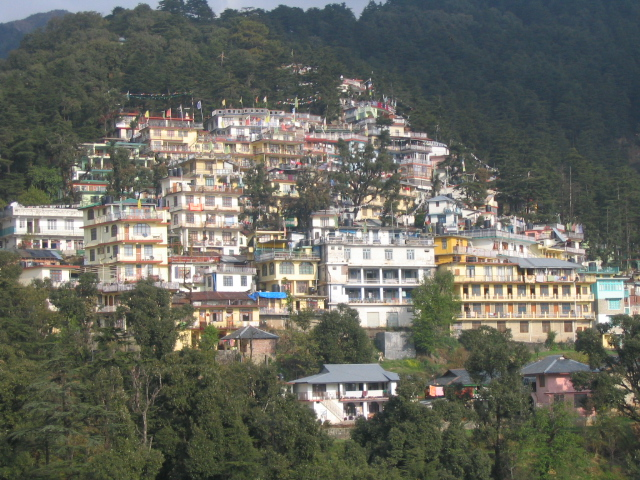
Las mansiones o estancias McLeod Ganj, en Dharmasala, India, que se convirtieron en la sede y base del dalái lama, tras su autoexilio.

En 1956 se le permitió realizar un viaje a la India para celebrar el cumpleaños de Buda, en el que preguntó al primer ministro de la India, Jawaharlal Nehru, si le otorgaría asilo político en caso de que decidiera quedarse. Nehru lo desaconsejó por considerarlo una provocación contra la paz y le recordó la postura no intervencionista del gobierno indio, acordada en sus tratado de 1954 con China. Por lo que Tenzin Gyatso regresó y se mantuvo por tres años en Tíbet, conservando formalmente los puestos que el gobierno de Mao le reconocía.
Finalmente, Tenzin Gyatso decidió autoexiliarse a India en 1959, realizando un viaje por tierra en que le acompañó una multitud miles de tibetanos a pie, instalandose temporalmente en la estación de montaña de Mussoorie. Al año siguiente, con el permiso de Nehru, organizó un gobierno en el exilio y una política resistencia pacífica desde el exterior, estableciendo su sede en un suburbio la ciudad india de Dharamsala denominado McLeod Ganj, donde se encuentran su residencia, así como monasterios, templos, una biblioteca y centros educativos de su facción del budismo, así como la oficina de la llamada Administración Central Tibetana, el órgano político del grupo. 
Tras la huida de Tenzin Gyatso, Mao Zedong dejó a cargo del gobierno nominal del Tíbet al décimo panchen lama, Choekyi Gyaltsen, al que, sin embargo, encarceló en 1964. El pachen lama fue rehabilitado tras la muerte de Mao y, ya convertido en un laico, se casó con la hija de un miembro de la jerarquía militar china en 1979, aunque sin recobrar el gobierno local del Tíbet. 
Mientras que el dalái lama sigue siendo considerado en China hasta la actualidad como un líder renegado y separatista.

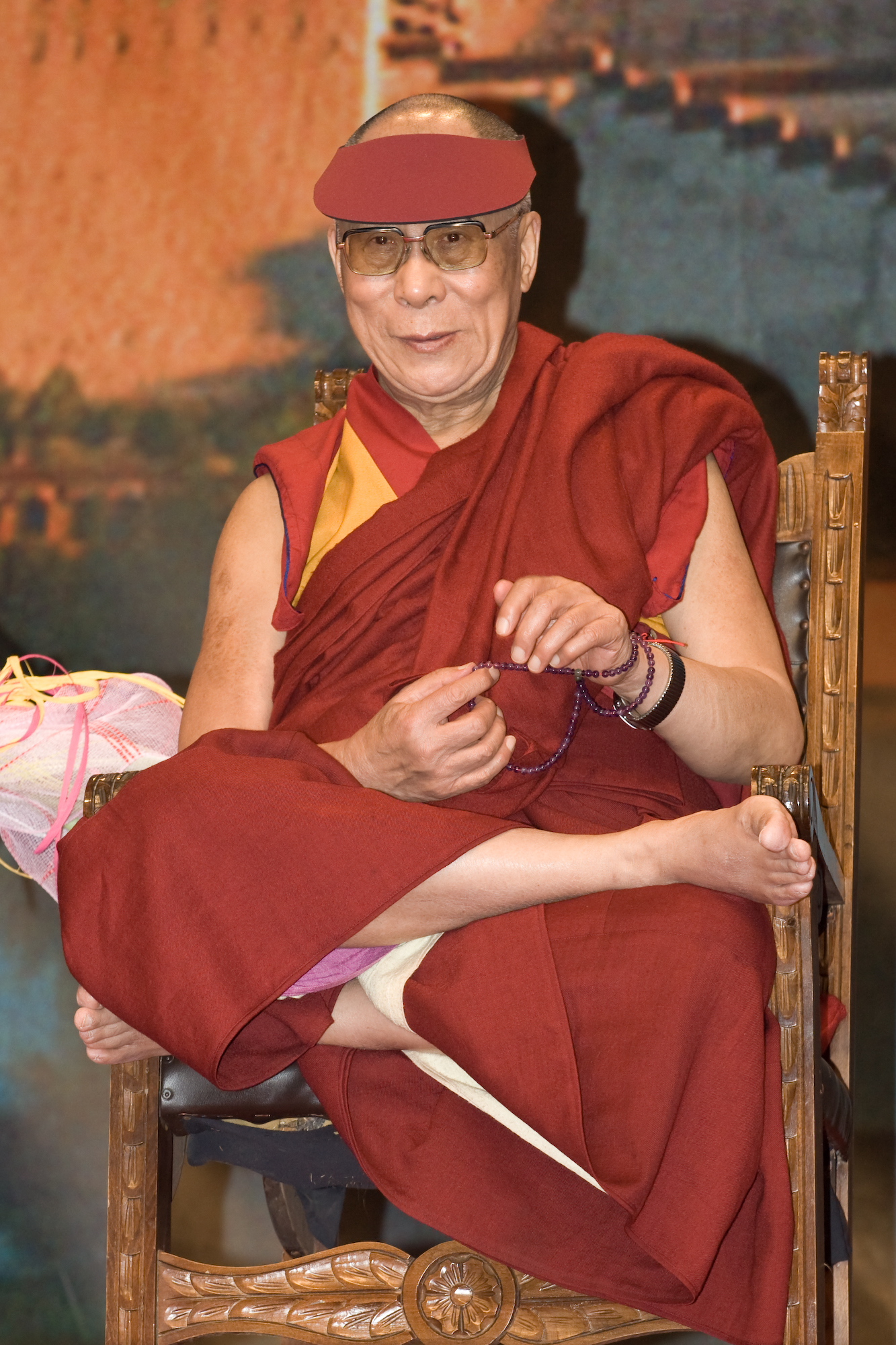
Tenzin Gyatso nacido el 6 de julio de 1935.

### El dalái lama en la actualidad
El dalái lama Tenzin Gyatso recibió el Premio Nobel de la Paz en el año 1989, por lo que adquirió mayor notoriedad mundial. Fue protagonista de varias películas filmadas en Hollywood, como Siete años en el Tíbet y Kundun, así como numerosos documentales y programas de televisión. Como él mismo comenta en algunas de las entrevistas que se le han hecho, el tema en sí habla sobre la historia del líder espiritual del pueblo tibetano, el dalái lama y de la anexión del Tíbet por parte de China.
En 2001 recibió el Premio Internacional Jaime Brunet de la Universidad Pública de Navarra a la promoción de los Derechos Humanos.
El 17 de octubre de 2001 el Congreso de los Estados Unidos le otorgó la Medalla de oro del congreso, con la protesta del Gobierno chino. En 2009 el dalái lama por invitación del gobierno de Taiwán visitó esa isla, mayoritariamente budista, que es reclamada por China como parte de su territorio, para orar por las víctimas de los recientes huracanes, lo cual originó la protesta del gobierno chino que lo consideró una provocación. El dalái lama aseguró que su labor era puramente humanitaria y religiosa.
En 2010 el dalái lama fue recibido en la Casa Blanca por el entonces presidente de los Estados Unidos Barack Obama, lo que provocó nuevamente el malestar del gobierno chino.
El 12 de septiembre de 2018 el dalái lama dijo en Malmö, Suecia, que «Europa pertenece a los europeos» y que, a largo plazo, los refugiados deberían regresar a casa «para reconstruir su propio país.»

### Anuncio de renuncia a los cargos políticos
En marzo de 2011 el dalái lama anunció que renunciaba a todos los cargos políticos que tenía en su poder del Gobierno tibetano en el exilio, para quedar solo como líder espiritual y religioso.